# Wilson Greatbatch
Wilson Greatbatch (Buffalo, 6 settembre 1919 – Buffalo, 27 settembre 2011) è stato un ingegnere e inventore statunitense, noto per aver inventato il pacemaker impiantabile.

## Biografia
Appassionato di elettronica fin dall'età giovanile, fu radio-operatore nella Marina degli Stati Uniti durante la Seconda guerra mondiale. Laureatosi in ingegneria elettrotecnica alla Cornell University nel 1950, più tardi (1957) si perfezionò all'università di Buffalo.
Greatbatch è noto per l'invenzione del pacemaker impiantabile, e quindi del pacemaker in generale, una invenzione che avvenne in parte per caso. Greatbatch studiava l'uso dei transistor come rivelatori delle aritmie cardiache e in uno dei suoi esperimenti montò un resistore con valore resistivo sbagliato; Greatbatch constatò che l'apparecchio non funzionava come doveva, ma si accorse anche che, come effetto collaterale, esso generava impulsi elettrici identici al battito cardiaco normale, e che quindi il nuovo circuito avrebbe potuto essere utilizzato per regolarizzare il battito cardiaco in caso di aritmie. Wilson depositò il brevetto per il pacemaker il 22 luglio 1960. Il primo pacemaker venne impiantato su un essere umano nel 1960: il paziente settantasettenne visse altri 18 mesi dopo l'intervento.
Wilson Greatbatch registrò oltre 150 brevetti. Fondò anche una sua società, la «Wilson Greatbatch Ltd», più tardi «Greatbatch Ltd», per la produzione di batterie per i pacemaker impiantabili. Nel 1998 divenne membro della National Inventors Hall of Fame e nel 1996 ricevette il Premio Lemelson-MIT.